# 拉达斯劳·阿斯特洛乌斯基
拉达斯劳·阿斯特洛乌斯基，1887年10月25日—1976年10月17日），二战期间与德国合作，1943年至1944年期间担任由德国控制的白俄罗斯傀儡政府的白俄罗斯中央拉达的主席。

## 生平
拉达斯劳·阿斯特洛乌斯基于1887年10月25日出生在明斯克省斯卢茨克县扎波勒镇。他在斯鲁茨克文理中学上学，但由于参加了1905年-1907年间的俄国革命而被此校开除。1908年，他被圣彼得堡大学数学系录取。1911年，他因参加革命被捕，在圣彼得堡和普斯科夫服刑。1912年获释后，他重回大学，后来转入就读塔尔图大学，其后那毕业，并获得物理学和数学学位。
大学毕业后，阿斯特洛乌斯基在波兰的琴斯托霍瓦与明斯克担任教师。1915年到1917年，他在明斯克的学校任教。1917年二月革命后，他成为斯卢茨克县临时政府的政治委员。同年9月，他创办了斯卢茨克白俄罗斯文理中学并担任校长。
阿斯特洛乌斯基反对1917年的十月革命。他是1917年12月第一届全白罗斯大会的代表，并发表文章支持白罗斯独立之想法。1918年，阿斯特洛乌斯基在总理拉曼·斯基尔蒙特领导之下的白罗斯民主共和国政府中担任教育部长。其后，他还参加了1920年斯卢茨克保卫战以对抗红军。

## 在西白俄罗斯的政治活动
1921年，他搬到了波兰占领下的西白俄罗斯。1924年至1936年，他担任白俄罗斯维尔尼亚体育学校的校长。20世纪20年代晚期后，他改变了自己的政治观点。
1924年，他成立了一个亲波兰政府的波兰-白俄罗斯协会；该协会解散后，阿斯特洛乌斯基与白俄罗斯共产党（布）以及西白俄罗斯共产党合作，并在体育学校内组建当时波兰政府认定为非法的共青团组织。
1925年和1926年，他是白俄罗斯农民和工人联盟的副主席，白俄罗斯学校协会的主席，以及威尔诺的白俄罗斯合作银行的负责人，该银行用于向白俄罗斯农民和工人联盟提供与转移资金。1926年，阿斯特洛乌斯基正式加入西白俄罗斯共产党，随后被波兰警察逮捕。然而，在审判中，他被定为无罪。
从1928年起，他再次改变了自己的政治的倾向与观点，并开始支持白俄罗斯-波兰合作。为此，他受到许多西白俄罗斯民族运动的领袖的谴责。1930年代中期，他在“白俄罗斯日历书”和“Rodny Kraj”报纸上以笔名“Era”发表各种作品。1936年，他离开威尔诺，搬到罗兹。

## 和纳粹合作
德国占领白俄罗斯后，拉达斯劳·阿斯特洛乌斯基积极与纳粹当局合作。1941年，他搬到明斯克并在当地民政部门工作。他还在布良斯克、斯摩棱斯克和马希略组建了白俄罗斯行政机构，并在这些城市担任过一段时间的市长。
1943年，拉达斯劳·阿斯特洛乌斯基成为白俄罗斯中央拉达的主席，一个权力和主权都受德国限制的傀儡政府，当时纳粹因在东线开始转攻为守而允许建立这个傀儡政府，以试图获得白俄罗斯民众的支持与同情，从而能够利用他们来对抗苏军。虽然中央拉达没有什么实际权力，但它被允许管理民政事务。
阿斯特洛乌斯基是1944年第二次全白俄罗斯大会的主要组织者之一。阿斯特洛乌斯基和他的白俄辅助警察支持消灭犹太人的政策，但相对而言，他们很少实际参与对犹太人实施大规模的灭绝活动。

## 移居国外
二战结束后，阿斯特洛乌斯基逃离苏联，后来到西德，住在莱茵兰朗根费尔德的Volksgartenstraße。1956年，移居美国，住在新泽西南河。
他积极参加白俄罗斯的民族主义活动，并作为白俄罗斯流亡政府的中央拉达的主要理论家，因此不承认白俄罗斯人民共和国。阿斯特洛乌斯基还成为了反布尔什维克国家集团中央委员会的成员。
1976年10月17日阿斯特洛乌斯基于密歇根州本顿港去世。他被埋葬在新泽西州南河的圣尤弗罗辛尼亚的白俄罗斯东正教教堂墓地。

## 外部連結
- 维基共享资源上的相關多媒體資源：拉达斯劳·阿斯特洛乌斯基
- Belarusian Nazi during the World War II and their work for the Cold War，存档于（存檔日期 25 October 2009）
- Partisan Resistance in Belarus during World War II （页面存档备份，存于）
- Biography of Radasłaŭ Astroŭski (in Belarusian)